# Domonique Simone
Domonique Simone (née le 18 juin 1971 à Valdosta, Géorgie) est une actrice pornographique américaine.
À l'âge de 18 ans, en 1989, elle débute comme modèle pour des magazines pornographiques comme Hustler et Players.
Simone est connue pour être l'une des meilleures actrices afro-américaines, et joue les premières rôles dans plus de 200 films au cours des années 1990. En 2006, elle met fin à sa carrière dans l'industrie pornographique et trouve un nouvel emploi. Elle est mère de deux enfants.
En 2007, Simone a été intronisé au panthéon de l'AVN Hall of Fame.